# Dušan Tittel
Pour les articles homonymes, voir Tittel.
Dušan Tittel est un ancien footballeur international tchécoslovaque puis slovaque, né le 27 décembre 1966.

## Carrière
Il commence sa carrière professionnelle au Slovan Bratislava. Il part ensuite une saison et demie en France, au Nîmes Olympique.
Il rentre ensuite en Slovaquie, toujours au Slovan Bratislava, puis au Spartak Trnava.
En 1999, il joue dans le championnat chypriote, à l'Omonia Nicosie. En 2001, il rentre dans son pays natal et termine sa carrière dans le club où il a le plus souvent joué, à savoir le Slovan Bratislava.
En 1994, il rejoint la sélection slovaque à la suite de la scission tchécoslovaque, mais n'arrive jamais à passer les tours préliminaires des compétitions internationales.

## Palmarès
Avec le Slovan Bratislava 
- Championnat de Slovaquie
  - Champion : 1994, 1995 et 1996
- Coupe de Slovaquie
  - Vainqueur : 1994 et 1997

Avec le Spartak Trnava 
- Coupe de Slovaquie
  - Vainqueur : 1998

Avec l'Omonia Nicosie 
- Championnat de Chypre
  - Champion : 2001

- Footballeur slovaque de l'année
  - 1995, 1996, 1997[1].